# A Conversão de São Paulo a Caminho de Damasco
A Conversão de São Paulo a Caminho de Damasco, às vezes chamada A Conversão de São Paulo, é uma pintura de Almeida Júnior. A obra é do gênero pintura histórica. Retrata em plano central Paulo de Tarso e um cavalo. 
Faz parte de Coleção Fundo Museu Paulista, no Museu Paulista. O número de inventário é 1-19164-0000-0000.

## Descrição
A Conversão de São Paulo a Caminho de Damasco é uma tela religiosa, produzida com tinta a óleo. Suas medidas são: 460 centímetros de altura e 378 centímetros de largura. Há controvérsia sobre a data de produção do quadro, sendo mencionados os anos 1888, 1889 e 1890.

## Contexto

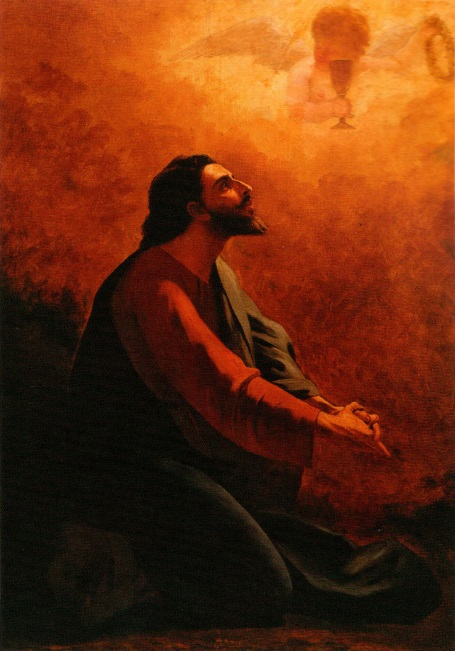
Cristo no Horto, de Almeida Júnior.

Almeida Júnior produziu a obra na sua última década em vida, num período em que produziu principalmente arte religiosa. É também deste período Cristo no Horto, na Igreja Matriz de Nossa Senhora da Candelária. A pintura foi uma encomenda da Arquidiocese de São Paulo.

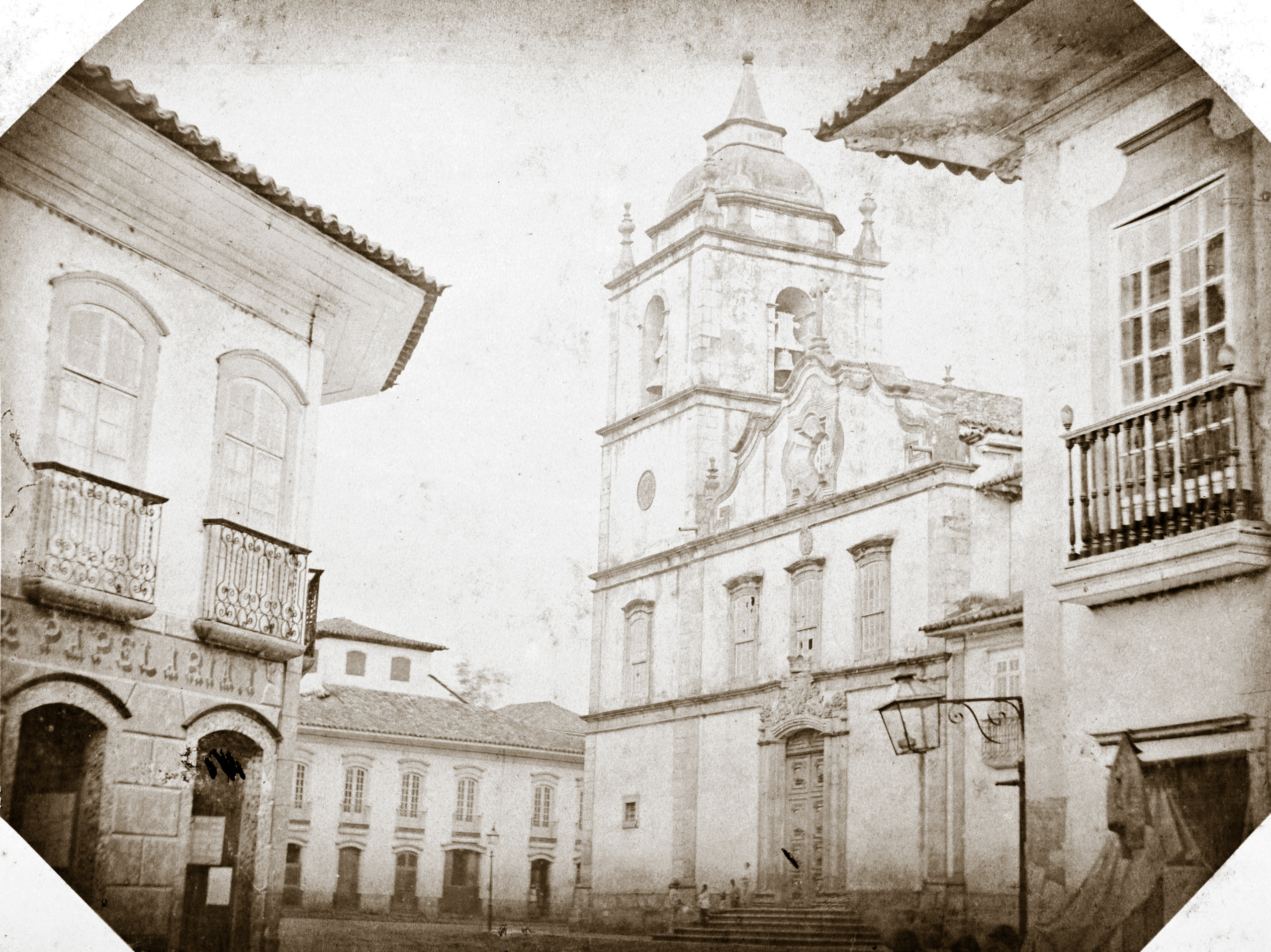
Vista da antiga Matriz da Sé, em São Paulo, onde estava originalmente localizada A Conversão de São Paulo.

A obra foi realizada para o teto da antiga matriz da Sé, demolida para a construção da Praça da Sé.
No Museu Paulista, a obra foi recebida e restaurada em 1912. Foi uma das raras aquisições do museu no período entre 1905 e 1916.
Em 2010, uma nova restauração do quadro aconteceu, no Museu Paulista. O trabalho de recuperação da obra foi aberto ao público, que acompanhou os vários meses de restauração. Tecnicamente, o restauro ofereceu desafios, tanto pelo tamanho da peça quanto pelo nível de danos.